# Yandina, Queensland
Yandina är en ort i Australien. Den ligger i kommunen Sunshine Coast och delstaten Queensland, omkring 100 kilometer norr om delstatshuvudstaden Brisbane. Antalet invånare är 1 069.
Närmaste större samhälle är Nambour, nära Yandina. 
Omgivningarna runt Yandina är en mosaik av jordbruksmark och naturlig växtlighet. Runt Yandina är det tätbefolkat, med 735 invånare per kvadratkilometer. Genomsnittlig årsnederbörd är 1 778 millimeter. Den regnigaste månaden är januari, med i genomsnitt 345 mm nederbörd, och den torraste är september, med 40 mm nederbörd.